# Ardonea cubitalis
Ardonea cubitalis är en fjärilsart som beskrevs av Felix Bryk 1953. Ardonea cubitalis ingår i släktet Ardonea och familjen björnspinnare. Inga underarter finns listade i Catalogue of Life.